# Amboy (Indiana)
Pour les articles homonymes, voir Amboy.
Amboy est une municipalité américaine située dans le comté de Miami en Indiana.
Lors du recensement de 2010, sa population est de 384 habitants. La municipalité s'étend sur 0,35 mille carré (0,91 km2).
La localité est fondée en 1867 lors de l'arrivée du chemin de fer. Son nom signifierait « vide à l'intérieur » ou « comme un bol » dans une langue amérindienne.